# Лук (архитектура)
Лук у архитектури представља назив за заобљену конструкцију која је у стању да носи велику масу изнад.
Лук се први пут развио у Месопотамији, Асирији, старом Египту те Етрурији. Касније су га усавршили Римљани. У средњем вијеку лук је постао важна техника градње катедрала.
Лукови могу да буду синонимни са сводовима, меда су сводови особени по томе што су они непрекидни лукови којима се формира кровна структура. Лукови су се појавили у раном 2. миленијуму п. н. е. у месопотамској архитектури базираној на здањима од цигле, а њихова систематска примена је почела са древним Римљанима који су били први да примене ову технику на широк опсег структура.

## Основни концепти
Лук је чиста компресиона форма. Он може да премошћава велики размак путем свођења сила на компресивни стрес, и тиме се елиминише напонски стрес. Ово се понекад назива лучним дејством. Како се силе у луку преносе на земљу, лук гура према спољашности у бази, што се назива потисак. Како се успон, или висина лука смањује, тако се повећава потисак ка спољашњости. Да би се одржало лучно дејство и спречио колапс лука, неопходно је да се ограничи потисак, било путем унутрашњих веза или спољашњим подупирањем, нпр. помоћу абутмента.

### Елементи лука
Кључни камен је део лука који представља завршни кључни сегмент у темену лука, који се приликом зидања поставља као последњи камен (опека). Веома често је кључни камен доминантни ликовни мотив лука обрађен рељефно у облику људске или животињске главе, грба, акантусовог листа и сл. Са друге стране лука, на споју стуба и лука, налази се почетни камен или борац. У нашој терминологији се појављују израз „хоризонтални лук”, који означава склоп два стуба повезана гредом са ликовним мотивом лука у чијем се центру налази кључни камен. Склопови три лука од којих је централни доминантан са два бочна нижа коришћени су у симболичном значењу улазних капија (портала) у градове, тријумфалних капија и славолука. Захваљујући развоју технологија и челику као грађевинском материјалу, лук је омогућио изградњу конструкција великих распона. Револуционарна грађевина је била Галерија машина изграђена за светску изложбу у Паризу 1889. године. Лук на три зглоба је премошћавао распон од 110 м.

### Фиксни и зглобни лук
Најчешће истинске лучне конфигурације су фиксни лук, двоспојни лук и троспојни лук. Фиксни лук се често користи у армираним бетонским мостовима и тунелским конструкцијама, где су распони кратки. Будући да је подложан додатном унутрашњем стресу узрокованом топлотном експанзијом и контракцијом, овај тип лука се сматра статички неодређеним.
Двоспојни лук је у широкој употреби у мостовима дугог распона. Овај тип лука има причвршћене прикључке у бази. За разлику од фиксног лука, причвршћена база може да ротира, што омогућава структури да се слободније креће и да компензује за термичку експанзију и контракцију узроковану променама спољашње температуре. Међутим, ово може да доведе до додатног стреса, тако да су двоспојни лукови исто тако статички неодређени, мада не у истој мери као и фиксни лукови.
Троспојни лук није само покретан у својој бази, попут двоспојног лука, него и на средини лука. Додатна веза у средњем распону дозвољава да се троспојни лук креће у два супротна правца и да компензује за било које ширење и контракцију. Овакав лук не подлеже додатном стресу узрокованом топлотном променом. Стога се каже да је троспојни лук статички одређен. Најчешће се користи за структуре средњег распона, као што су велики кровови зграда.
Још једна предност трокспојног лука је у томе што се базе причвршћивања лакше развијају од фиксних, што омогућава плитке, лежајне темеље у структурама средњег распона. У троспојном луку, „топлотна експанзија и контракција лука ће проузроковати вертикално кретање на вршном споју, али неће имати значајног утицаја на базе”, што даље поједностављује дизајн темеља.

### Типови лукова
Лукови имају мноштво облика, али сви спадају у три основне категорије: кружне, оштре и параболичне. Лукови се исто тако могу конфигурисати да производе сводове и аркаде.
Лукове кружног облика, који су такође познати као заобљени лукови, најчешће су користили градитељи старих, тешких зиданих лукова. Антички римски градитељи су се у великој мери ослањали на заобљене лукове при покривању великих, отворених простора. Неколико заобљених лукова поређаних у линији, од краја до краја, чини аркаду, као што је Римски аквадукт.
Оштре лукове су најчешће користили градитељи архитектуре готског стила. Предност употребе оштрог лука, уместо кружног, је да дејство лука производи мањи потисак на бази. Овај изум је омогућио изградњу виших и гушћих отвора, који су типични за готску архитектуру.
Сводови су есенцијално „суседни луци [који су] склапљени један поред другог”. Ако се сводови укрштају, формирају се комплексне форме на местима укрштања. Ове форме, заједно са „снажно израженим ребрима на раскрсницама сводова, биле су доминантне архитектонске карактеристике готских катедрала”.
Параболични лук примењује принцип да кад је тежина униформно примењена на лук, унутрашња компресија која проистиче из те тежине следи параболични профил. Од свих лучних типова, параболични лук производи највећи потисак у бази, али може да обухвати највеће распоне. Он се обично користи у дизану мостова, где су потребни дуги распони.
Катемптотни лук има облик који се разликује од параболичне криве. Његов облик криве која прати слободни распон ланца или конопца, чини катемптотни лук структурно идеалним обликом за слободно стојеће лукове константне дебљине.

### Облици лукова
По облику лук може бити: 
- Троугласти лук
- Полукружни лук
- Сегментни лук
- Неправилни полукружни лук
- Преломљени лук
- Неједнаки преломљени лук
- Пљоснати лук
- Тролисни лук
- Потковичасти лук
- Овални лук (лук троструког средишта)
- Елиптички лук
- Удубљени лук
- Магарећа леђа
- Обрнути лук магарећих леђа
- Тудорски (Седласти) лук
- Параболични лук

## Историја лука
Прави лукови, за разлику од неправих, су били познати бројним цивилизацијама у старом Блиском истоку и Леванту, али њихова употреба је била ретка и углавном ограничена на подземне објекте, као што су одводи где је проблем бочног потиска знатно смањен. Пример тога би био Нипурски лук. Ретки изузеци су засвођени ћерпићни надвратници кућа у Тел Тају из око 2000. п. н. е. и засвођена капија из бронзаног доба у Хананском граду Ашкелон у данашњем Израелу, која датира из око 1850 п. н. е. Један рани пример voussoir лука се јавља у грчком пешачком мосту са Родоса. Неправилни лукови су пронађени у другим деловима древне Азије, Африке, Европе и Америка. Године 2010, робот је открио дуги засвођени пролаз испод пирамиде Кецалкоатла, која се налази у древном граду Теотивакан северно од Мексико Ситија, и која потиче из периода око 200. године. У античкој Персији, Ахеменидско царство је градило мале бачвасте сводове (есенцијално серију лукова изграђених заједно тако да формирају ходник) познате као ајвани, који су прерасли у масивне, монументалне структуре током каснијег Партског царства. Ова архитектонска традиција је настављена током Сасанидског царства, које је изградило Так Касри у Ктесифону у 6. веку, највећи слободно стојећи свод до модерних времена.
Иако се лук појавио још у Месопотамији, Етрурци су први у Европи схватити конструктивну вредност лука, али мало се сачувало архитектонских споменика, углавном покоји градски портал (Перуђа, Волтера). Римљани су од Етрураца преузели полукружни лук и користили све његове особености (до 16 m). Ређањем лукова у истом правцу добија се полуобличасти свод (до 20 m). Укрштањем два полуобличаста свода под углом од 90º ствара се укрштени свод (30x30 m). Ротацијом полукружног лука за 360º ствара се купола (најпознатија је Хадријанова купола Пантеона - 43,60 m). Сегментни лук први пут су изградили Римљани који су схватили да лук у мосту не мора да буде полукружан, као што је то случај у Алконетаровом мосту или Понте Сан Лорензу. Они су исто тако рутински користили лукове у изградњи кућа, као на пример у Остији Антици.
Римљани су били први градитељи у Европи, можда први у свету, који су у потпуности ценили предности лука, свода и куполе.
Иако су још византијски архитекти користили потковичасти, тролисни и изломљени лук, права конструктивна вредност лука у Европској архитектури почиње у готици када се искориштава изломљени лук који се преузео из арапско-маварске уметности и исламске уметности Шпаније.
Изломљени лук је настао из полукружног лука када је утврђено да се употребом овог лука може постићи већа вертикала лука. У Готици уместо обличастог свода састављеног од полукружних лукова почињу се укрштати преломљени лукови који су, за разлику од полукружних, могли имати заједнички завршетак у темену. У укрштеном своду сви притисци се концентришу у унапред одређене тачке, те конструкцију свода не носе површине зида него ступови и лукови. То је као резултат дало изједначавање делова, па сва три брода катедрале постају једнако широки и високи, те црквени простор за вернике наличи на било који други у готичкој дворани – у скупштини или дворцу.
У старој Кини, већина архитектонских остварења била је израђена од дрвета, укључујући неколико познатих лучних мостова из литературе и уметнички приказ у камену исклесаног рељефа. Стога, једини преживели примери архитектуре из династије Хан (202. п. н. е. – 220.) су одбрамбени зидови и торњеви од набијача, керамички цреп са дрвених грађевина које више не постоје, камени стубови капија, и подземне циглене гробнице, које су мада садрже сводове, куполе, и надсвођене пролазе, изграђене уз ослањање на тло и нису биле слободно стојеће. Најстарији преживели кинески камени лучни мост је Анђи мост, изграђен је између 595 и 605 током династије Суеј; то је најстарији отворено-спандрелни сегментни лучни мост од камена.
Древни Римљани су додуше знатно раније имали практично све ове компоненте; на пример, Трајанов мост је имао спандреле направљене од дрвета на каменим стубовима.
Потковичасти лук је базиран на полукружном луку, али се његови нижи крајеви проширују даље око круга све док не почну да конвергирају. Први познати изграђени потковичасти лукови су из краљевства Аксума у садашњој Етиопији и Еритреји, који потичу из 3–4 века. Ово је исто време као и најранији савремени примери у Римској Сирији, што сугерише било аксумско или сиријско порекло овог типа лука.
У Индији, Битаргаонски храм (450. година) и Махабоди храм (7. век) који је изградила Гупта династија су најранији преживели примери употребе лучног система сводова у Индији. Први користи полукружне лукове, док потоњи садржи примере готског стила шиљатих лукова као и полукружних лукова. Мада су уведени у 5. веку, лукови нису стекли проминентно место у индијској архитектури до 12. века након исламског освајања. Систем лучних сводова Гуптанске ере је касније био екстензивно кориштен у бурманским будистичким храмовима у Пју и Багану у 11. и 12. веку.
Полукружни лук се ревитализује у ренесанси и бароку, као и у класицистичкој архитектури, док са појавом нових конструктивних материјала (гвожђа и челика) неке од првих грађевина користе лук (полукружни лук у бази Ајфелове куле и овални лук Галерије машина на Свјетској изложби у Паризу 1889. године.
У модерној архитектури лук као један од најчвршћих конструкција се обилно користи (Опера у Сиднеју, Палата спорта у Риму и сл.), а највећи лук на свету је Лук у Сент Луису.